# Yves Simoneau
Yves Simoneau (Québec, 28 ottobre 1955) è un regista canadese.

## Filmografia
- Les Célébrations (1978)
- Les Yeux rouges (1982)
- Pourquoi l'étrange Monsieur Zolock s'intéressait-il tant à la bande dessinée? (1983)
- Pouvoir intime (1986)
- Les Fous de Bassan (1987)
- Dans le ventre du dragon (1989)
- Perfectly Normal (1991)
- Memphis (1992)
- Till Death Us Do Part (1992)
- Cruel Doubt (1992)
- La notte della verità (Mother's Boys) (1994)
- Amelia Earhart - L'ultimo viaggio (Amelia Earhart: The Final Flight) (1994)
- Dead Man's Walk - Miniserie televisiva (1996)
- Intensity (1997)
- In fuga col malloppo (Free Money) (1998)
- 36 Hours to Die (1999)
- Il processo di Norimberga (Nuremberg) (2000)
- Ignition - Dieci secondi alla fine (Ignition) (2001)
- Night Visions - Serie TV (2001)
- Napoléon - Miniserie TV (2002)
- 44 Minutes: The North Hollywood Shoot-Out (2003)
- 4400 (The 4400) - Serie TV (2004)
- Maria Antonietta (Marie-Antoinette) (2006)
- Ruffian - Miniserie TV (2007)
- L'ultimo pellerossa  (Bury My Heart at Wounded Knee) (2007)
- America (2009)
- Assassin's Creed: Lineage (2009)
- V - Serie TV (2010)
- The Dovekeepers - Il volo della colomba - Serie TV, episodi Night One e Night Two (2015)